# Banzai (film 1913)
Banzai  è un cortometraggio muto del 1913 diretto da Charles Giblyn. William H. Clifford, che aveva iniziato da poco una carriera di sceneggiatore, firma qui una delle sue prime sceneggiature. Il film aveva come interpreti Sherman Bainbridge, Richard Stanton, Richard Stanton. Banzai segna l'esordio sullo schermo di Alma Rubens: l'attrice continuerà la sua carriera fino al 1929.

## Produzione
Il film fu prodotto dalla Kay-Bee Pictures.

## Distribuzione
Distribuito dalla Mutual, il film - un cortometraggio in due bobine - uscì nelle sale cinematografiche statunitensi il 1º agosto 1913.